# Yo vendo unos ojos negros (telenovela)
Yo vendo unos ojos negros es una telenovela ecuatoriana realizada por la cadena televisiva Ecuavisa en el año 2004, inspirada en la novela literaria del mismo nombre de la escritora ecuatoriana Alicia Yánez Cossío, adaptada por Ana Montes. 
Protagonizada por Giovanna Andrade y Khotan Fernández con las actuaciones antagónicas de Laura Suárez, Rossana Iturralde y Henry Soto y las actuaciones estelares de Mariela Alcalá y Luis Xavier Posada.

## Argumento
Cuenta la historia de María, una joven silvestre, que irradia la energía desbordante de su pueblo y está provista de ancestrales poderes de sanación. El destino la pondrá cara a cara con Álvaro, un hombre melancólico, en búsqueda de un amor permanente y verdadero. Con el tiempo, Álvaro encontrará en María esos sentimientos que tanto anhela y ella a su vez, descubrirá en él, su alma gemela. Pero existirán varios obstáculos en el camino antes de ese culminante momento: Arancha, una poderosa mujer de su pasado y Gilda, la hermosa modelo, que intentará separarlos por todos los medios.
Álvaro es un ejecutivo visionario que regresa de los Estados Unidos, después de una larga ausencia, para impulsar una empresa de cosméticos, donde la belleza y el poder valen por sobre todas las cosas. Álvaro y María se reencontrarán en esta empresa cuando María es contratada para asesorarlo en la creación de una nueva línea de cosméticos inspirada en los principios sanadores de la naturaleza que María tanto conoce y domina. 
Cristine Farrow es este imperio de belleza, liderado por Gonzalo Almendáriz, casado con la única heredera del imperio: Mónica Farrow. Gonzalo es un hombre siniestro y desalmado que no vacilará en usar a Álvaro para tapar sus delitos y poner en peligro el futuro de nuestros protagonistas.

## Reparto
- Giovanna Andrade - María Ochoa
- Khotan Fernández - Álvaro Santos de León
- Rossana Iturralde - Arancha Torres
- Laura Suárez - Gilda Montgomery
- Luis Xavier Posada - Federico García
- Mariela Alcalá - Mónica Farrow de Almendáriz
- Henry Soto - Gonzalo Almendáriz
- Maricela Gómez - Pilar
- Toty Rodríguez - Toyita
- Juan Carlos Román - Juan Fernando
- Pedro Saad - Matías
- Marina Salvarezza - Alicia
- Azucena Mora - Eufemia
- Vladimir Vargas - Joaquín
- Roberto Manrique - Jimmy
- Aurora Valdez - Madre Superiora
- Martha Ontaneda
- Patty Loor
- Raymundo Zambrano
- Marcela Ruete
- Leopoldo Morales
- Ximena Barros
- Katia Caso
- María Elisa Camargo
- Priscilla Negrón
- Carmen Angulo
- Carolina Piechestein